# Utricularia capilliflora
Utricularia capilliflora är en tätörtsväxtart som beskrevs av Ferdinand von Mueller. Utricularia capilliflora ingår i släktet bläddror, och familjen tätörtsväxter. Inga underarter finns listade i Catalogue of Life.